# Gentiana meiantha
Gentiana meiantha là một loài thực vật có hoa trong họ Long đởm. Loài này được (C.B.Clarke) Harry Sm. mô tả khoa học đầu tiên năm 1965.